# Rennrodel-Weltmeisterschaften 2004
Die 37. Rennrodel-Weltmeisterschaften auf der Kunstbahn fanden vom 13. bis 15. Februar 2004 im japanischen Nagano statt und bildeten den Höhepunkt der Rennrodel-Weltcupsaison 2003/04.

## Einsitzer der Frauen
| Rang | Name                         | Land               | Zeit     |
| ---- | ---------------------------- | ------------------ | -------- |
| 1.   | Silke Kraushaar              | Deutschland        | 1:39.611 |
| 2.   | Barbara Niedernhuber         | Deutschland        | + 0.042  |
| 3.   | Sylke Otto                   | Deutschland        | + 0.249  |
| 4.   | Sonja Manzenreiter           | Österreich         | + 0.625  |
| 5.   | Veronika Halder              | Österreich         | + 0.838  |
| 6.   | Ashley Hayden                | Vereinigte Staaten | + 0.839  |
| 7.   | Anna Orlova                  | Lettland           | + 1.091  |
| 8.   | Tatjana Hüfner               | Deutschland        | + 1.179  |
| 9.   | Courtney Zablocki            | Vereinigte Staaten | + 1.180  |
| 10.  | Veronika Sabolová            | Slowakei           | + 1.241  |
| 11.  | Natalja Jakuschenko          | Ukraine            | + 1.457  |
| 12.  | Anastasia Oberstolz-Antonowa | Italien            | + 1.519  |
| 13.  | Brenna Margol                | Vereinigte Staaten | + 1.590  |
| 14.  | Regan Lauscher               | Kanada             | + 1.629  |
| 15.  | Alexandra Rodionowa          | Russland           | + 1.685  |

Weitere Reihenfolge
| Platz | Sportlerin         | Land |
| ----- | ------------------ | ---- |
| 16    | Meghan Simister    | CAN  |
| 17    | Aiva Aparjode      | LVA  |
| 18    | Lilia Ludan        | UKR  |
| 19    | Julia Anaschkina   | RUS  |
| 20    | Markéta Jeriová    | CZE  |
| 21    | Madoka Harada      | JPN  |
| 22    | Aya Yasuda         | JPN  |
| 23    | Anahita Panjwani   | NOR  |
| 24    | Ana Maria Pătrașcu | ROU  |
| 25    | Anne Abernathy     | ISV  |
| 26    | Kasumi Shibata     | JPN  |
| 27    | Monica Ayed        | SWE  |

## Einsitzer der Männer
| Rang | Name               | Land               | Zeit     |
| ---- | ------------------ | ------------------ | -------- |
| 1.   | David Möller       | Deutschland        | 1:39.150 |
| 2.   | Georg Hackl        | Deutschland        | + 0.008  |
| 3.   | Mārtiņš Rubenis    | Lettland           | + 0.197  |
| 4.   | Armin Zöggeler     | Italien            | + 0.305  |
| 5.   | Rainer Margreiter  | Österreich         | + 0.496  |
| 6.   | Reinhold Rainer    | Italien            | + 0.571  |
| 7.   | Jan Eichhorn       | Deutschland        | + 0.612  |
| 8.   | Wilfried Huber     | Italien            | + 0.623  |
| 9.   | Tony Benshoof      | Vereinigte Staaten | + 0.626  |
| 10.  | Denis Geppert      | Deutschland        | + 0.630  |
| 11.  | Martin Abentung    | Österreich         | + 0.706  |
| 12.  | Markus Kleinheinz  | Österreich         | + 0.709  |
| 13.  | Stefan Höhener     | Schweiz            | + 0.961  |
| 14.  | Albert Demtschenko | Russland           | + 1.036  |
| 15.  | Jaroslav Slávik    | Slowakei           | + 1.040  |

Weitere Reihenfolge
| Platz | Sportler            | Land |
| ----- | ------------------- | ---- |
| 16    | Jeff Christie       | CAN  |
| 17    | Jozef Ninis         | SVK  |
| 18    | Guntis Rēķis        | LVA  |
| 19    | Ian Cockerline      | CAN  |
| 20    | Bengt Walden        | SWE  |
| 21    | Shigeaki Ushijima   | JPN  |
| 22    | Christian Eigentler | AUT  |
| 23    | Yann Fricheteau     | FRA  |
| 24    | Wiktor Kneib        | RUS  |
| 25    | Samuel Edney        | CAN  |
| 26    | Mark Hatton         | GBR  |
| 27    | Adam Rosen          | GBR  |
| 28    | Alexander Kassjanow | RUS  |
| 29    | Johan Rousseau      | FRA  |
| 30    | Takahisa Oguchi     | JPN  |
| 31    | Michal Kvíčala      | CZE  |
| 32    | Yuki Sumizawa       | JPN  |
| 33    | Eugen Radu          | ROU  |
| 34    | Yuki Kaneko         | JPN  |
| 35    | Gwyn Lewis          | CAN  |
| 36    | Lee Chang-Yong      | KOR  |
| 37    | Robert Taleanu      | ROU  |
| 38    | Werner Hoeger       | VEN  |
| 39    | Lin Chui-bin        | TPE  |
| 40    | Renato Mizoguchi    | BRA  |
| 41    | Li Chia-hsun        | TPE  |
| DNF   | Kim Min-Kyu         | KOR  |

## Doppelsitzer der Männer
| Rang | Name                                        | Land               | Zeit     |
| ---- | ------------------------------------------- | ------------------ | -------- |
| 1.   | Patric Leitner – Alexander Resch            | Deutschland        | 1:38.930 |
| 2.   | André Florschütz – Torsten Wustlich         | Deutschland        | + 0.344  |
| 3.   | Mark Grimmette – Brian Martin               | Vereinigte Staaten | + 0.350  |
| 4.   | Markus Schiegl – Tobias Schiegl             | Österreich         | + 0.783  |
| 5.   | Andreas Linger – Wolfgang Linger            | Österreich         | + 0.850  |
| 6.   | Christian Oberstolz – Patrick Gruber        | Italien            | + 0.873  |
| 7.   | Gerhard Plankensteiner – Oswald Haselrieder | Italien            | + 0.968  |
| 8.   | Ľubomír Mick – Walter Marx                  | Slowakei           | + 1.068  |
| 9.   | Grant Albrecht – Eric Pothier               | Kanada             | + 1.306  |
| 10.  | Juris Šics – Sandris Bērziņš                | Lettland           | + 1.782  |
| 11.  | Michail Kuzmitsch – Juri Weselow            | Russland           | + 2.480  |
| 12.  | Christian Niccum – John Myles               | Vereinigte Staaten | + 2.625  |
| 13.  | Samuel Edney – Gwyn Lewis                   | Kanada             | + 2.809  |
| 14.  | Eugen Radu – Robert Taleanu                 | Rumänien           | + 3.106  |
| 15.  | Goro Hayashibe – Masaki Toshiro             | Japan              | + 5.338  |
| 16.  | Anders Söderberg – Bengt Walden             | Schweden           | DNF      |

## Teamwettbewerb
| Rang | Land               | Name                                                                               | Zeit     |
| ---- | ------------------ | ---------------------------------------------------------------------------------- | -------- |
| 1.   | Deutschland        | David Möller – Barbara Niedernhuber – Patric Leitner/Alexander Resch               | 2:28.711 |
| 2.   | Vereinigte Staaten | Tony Benshoof – Ashley Hayden – Mark Grimmette/Brian Martin                        | + 0.458  |
| 3.   | Italien            | Armin Zöggeler – Anastasia Oberstolz-Antonowa – Christian Oberstolz/Patrick Gruber | + 0.704  |
| 4.   | Österreich         | Markus Kleinheinz – Veronika Halder – Markus Schiegl/Tobias Schiegl                | + 0.817  |
| 5.   | Slowakei           | Jaroslav Slávik – Veronika Sabolová – Ľubomír Mick/Walter Marx                     | + 0.965  |
| 6.   | Lettland           | Guntis Rēķis – Anna Orlova – Juris Šics/Sandris Bērziņš                            | + 1.521  |
| 7.   | Kanada             | Jeff Christie – Regan Lauscher – Grant Albrecht/Eric Pothier                       | + 1.563  |
| 8.   | Russland           | Albert Demtschenko – Alexandra Rodionowa – Michail Kusmitsch/Juri Weselow          | + 2.070  |
| 9.   | Schweden           | Bengt Walden – Monica Ayed – Anders Söderberg/Bengt Walden                         | + 3.544  |
| 10.  | Japan              | Shigeaki Ushijima – Aya Yasuda – Goro Hayashibe/Masaki Toshiro                     | + 4.416  |
| 11.  | Rumänien           | Eugen Radu – Ana Maria Pătrașcu – Eugen Radu/Robert Taleanu                        | + 4.984  |

## Medaillenspiegel
| Platz | Land        | Gold | Silber | Bronze | Gesamt |
| ----- | ----------- | ---- | ------ | ------ | ------ |
| 1.    | Deutschland | 4    | 3      | 1      | 8      |
| 2.    | USA         | 0    | 1      | 1      | 2      |
| 3.    | Italien     | 0    | 0      | 1      | 1      |
| 3.    | Lettland    | 0    | 0      | 1      | 1      |